# Robbert Paul Aalbregt
Robbert Paul Aalbregt (Schiedam, 23 maart 1964) is een Nederlands hockeycoach en gymnastiekdocent.
Aalbregt is een gediplomeerd trainer/coach in het hockey en heeft verschillende functies vervuld bij de KNHB. Daarnaast runt hij zijn eigen bedrijf en is hij werkzaam als gymnastiekdocent op scholen.
Na van 1993 tot en met 1998 al aan het roer te hebben gestaan van de dames van Hoofdklasser HC Rotterdam en kort daarna bij HGC, werd Aalbregt in 2004 coach van de mannen van HC Rotterdam. Hij promoveerde in 2005 met het team naar de Hoofdklasse. In 2007 bracht hij de mannen voor het eerst naar de play offs waarin het zich kwalificeerde voor de Euro Hockey League. In het voorjaar van 2008, toen de ploeg zich opnieuw wist te plaatsen voor Europees hockey, vertrok hij naar Amsterdam H&BC om de begeleiding van de dames daar op zich te nemen. Na 17 jaar bezorgde hij de dames van Amsterdam het landskampioenschap in 2009 in zijn eerste seizoen als coach. In 2010 vertrok hij na twee seizoenen uit het Wagener-stadion.
Aalbregt zorgde er in het voorjaar van 2011 als interim-coach voor dat de dames van Rotterdam behouden bleven voor nog een jaar Hoofdklasse. In het jaar 2012 ging Aalbregt aan de slag bij de mannen van Overgangsklasser RHV Leonidas.
Vanaf het seizoen 2017-18 staat Aalbregt aan het roer bij het herenteam van de Gooische Hockey Club.
Sinds het seizoen 2020-21 is Aalbregt aangesteld als coach van Forescate Heren 1.